# Georg Evert
Georg Evert (* 4. November 1856 in Tauenzin, Landkreis Lauenburg i. Pom.; † 27. April 1914 in Berlin) war ein deutscher Verwaltungsjurist und Statistiker.

## Leben
Evert besuchte das Kneiphöfische Gymnasium in Königsberg. Nach der Reifeprüfung 1875 studierte er Rechts- und Staatswissenschaften in Königsberg, Leipzig und Tübingen. Während seines Studiums wurde er 1875 Mitglied der Königsberger Burschenschaft Gothia.
Nach Ende des Abschlusses des Rechtsreferendariats 1883 war er als Regierungsassessor bei der politischen Polizei im Polizeipräsidium Berlin tätig. 1885 trat er in das Königlich Preußische Statistische Bureau ein, wo er 1889 Regierungsrat und 1900 Oberregierungsrat und Stellvertreter des Direktors wurde. Ab 1911 war er als Nachfolger von Emil Blenck Präsident des Preußischen Statistischen Landesamts.
Georg Evert starb 1914 im Alter von 57 Jahren in Berlin und wurde auf dem Alten St.-Matthäus-Kirchhof in Schöneberg beigesetzt. Das Grab ist nicht erhalten.

## Werke
- Reichspolitik oder Freihandelsargument. Oldenbourg, München 1902.
- Fünf Hauptargumente der Freihandelslehre. R. v. Decker, Berlin 1905.
- Die Herkunft der deutschen Unteroffiziere und Soldaten am 1. Dezember 1906. Verlag des Königl. Statistischen Landesamts, Berlin 1908.
- Sozialer Krieg und Friede. Kurze Übersicht der sozialen Errungenschaften und Kämpfe unserer Zeit für Deutsche aller Stände. Mittler Berlin 1909.